# Svatý oddíl (Kartágo)

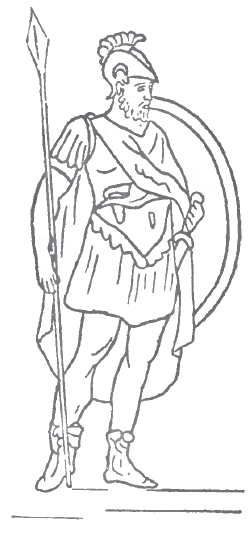
Teoretický vzhled pěšího příslušníka Svatého oddílu

Svatý oddíl (někdy také svatý prapor nebo svatá legie) je pojem užívaný historiky pro nejelitnější útvar v armádě starověkého Kartága tvořený jeho občany z řad urozených Kartaginců (Punů) ze samotného města, a to v počtu 2 000–3 000 těžce vyzbrojených mužů, pěších i jezdců v nejkvalitnější zbroji. Usuzuje se, že oddíl byl nějakým způsobem spjat s hlavním náboženským kultem Kartága, nejvyšším bohem Ba'al Hammonem. 

## Historie
Zcela jistě se oddíl účastnil řecko-punské války Kartága proti sicilským Syrakusám, ve které byl zničen Řeky vedenými Tímoleónem. Dále se mohl účastnit první punské války proti Římu na Sicílii. Nemuselo se však již jednat o původní Svatý oddíl, ale o jiné obdobné útvary urozených občanů Kartága, možno ale i reorganizované oddíly z původního, to už není známo. Vojenský význam oddílů elitních Kartaginců se postupem doby spíše snižoval, jak se postupně v důsledku válečných porážek ztenčoval počet jejich bojovníků. Během druhé punské války doprovázeli Hannibala do Itálie, přestože jeho vojsko bylo z většiny tvořeno cizími žoldnéři a spojenci. 

### Žoldnéři ve službách Kartága

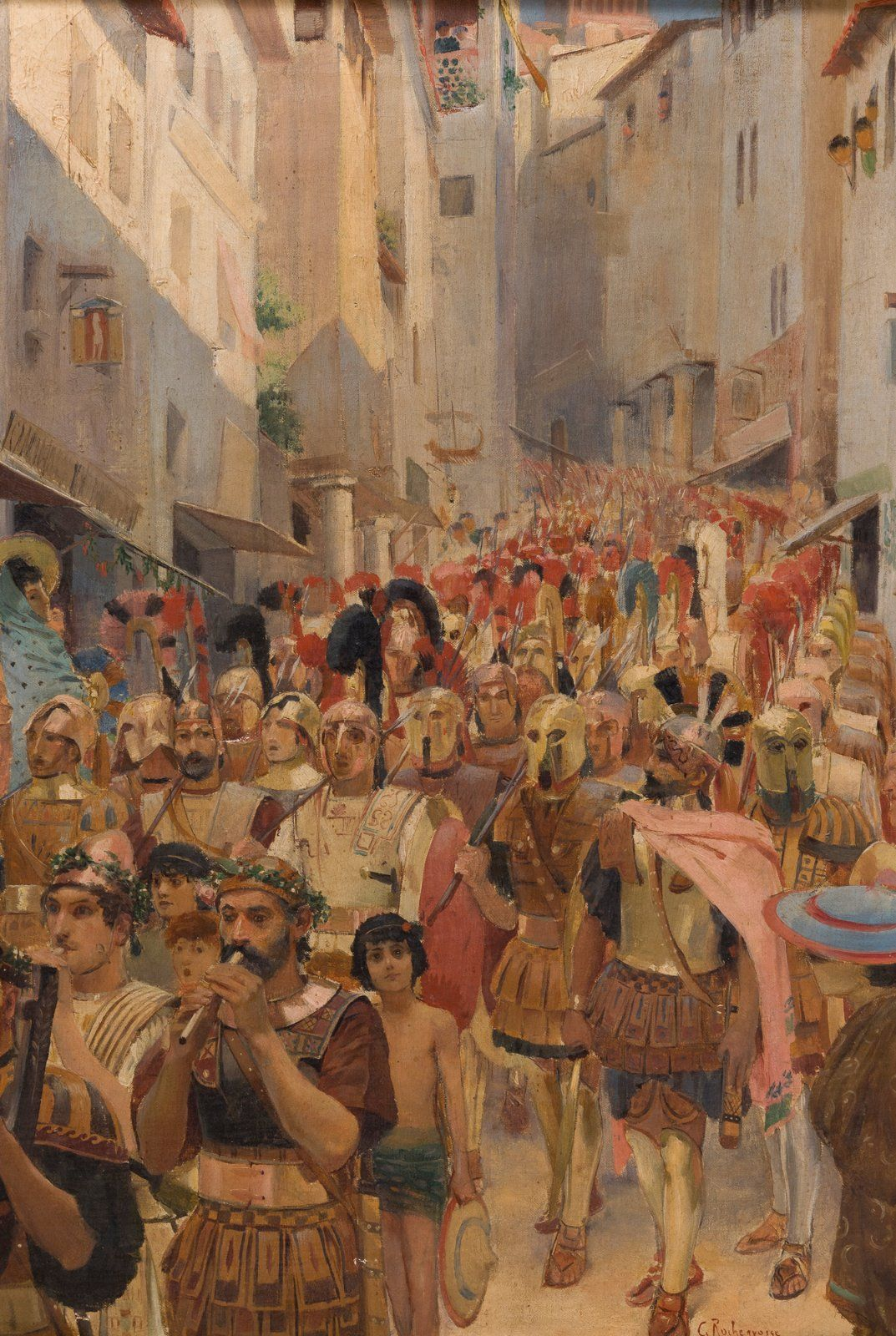
Občanští vojáci na vojenské přehlídce v Kartágu, G. Rochegrosse

Vzhledem k pramalému zájmu občanů města Kartága o vojenskou službu i nevelkému obyvatelstvu města byl počet bojovníků oddílu omezen. Účast samotných Kartaginců na bitevním poli byla spíše ojedinělá. Občané obvykle sloužili v kartaginských silách jen jako důstojníci nebo jezdci. Větší zastoupení měli Kartaginci v námořnictvu. Převážná část pozemních kartaginských armád byla obvykle tvořena najatými žoldnéři nebo pěšáky ze spřízněných libyjo-fénických měst (ale i kartaginskými kolonisty) či odvedenci. Účast v oddílu byla nákladnou záležitostí a mohli si jí dovolit zejména členové bohatých kartaginských rodin, aby příslušníci oddílu byli vybaveni zbrojí té nejvyšší kvality, jakou bylo v té době možno opatřit, a byli vycvičeni k boji v tradiční formaci falangy v makedonském stylu.

### Porážka a zánik oddílu

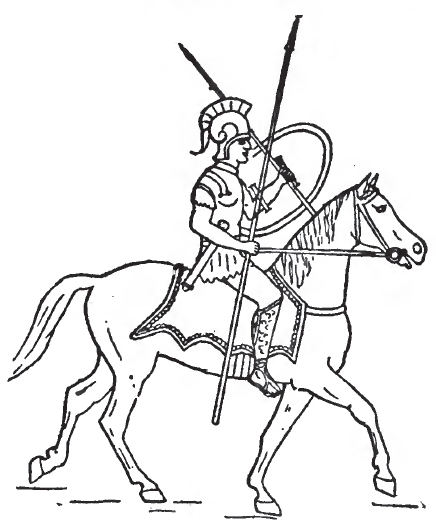
Teoretický vzhled urozeného jezdce Svatého oddílu

Největší porážku zaznamenal Svatý oddíl již ve válce proti Syrakusám v katastrofální bitvě u říčky Crimisu, kde padlo na tři tisíce šlechticů, tedy kompletně celý oddíl, a spolu s ním podlehla i velká část kartaginské armády daleko menšímu vojsku Řeků vedeném Tímoleónem, za což byl velitel Hasdrubal posléze tribunálem sto čtyř odsouzen k smrti. Svatý oddíl byl do bitvy nasazen v podobě pěší formace falangy. Po této bitvě se Svatý oddíl již nevzpamatoval, roku 310 př. n. l. zcela mizí z historických záznamů, ale v následujících letech se objevují novější pěší oddíly občanů výrazně vyššího počtu, a to zřejmě z důvodu nutnosti naverbovat co nejvíce bojeschopných občanů. Svatý oddíl či jeho obdoba působila v bitvě o Bagradas během první punské války, v žoldnéřské válce a i v třetí punské válce, ale jako „Svatý oddíl“ není zmíněn v žádném z dochovaných pramenů, které se z těchto válek dochovaly.